# Brezrepe dvoživke
Brezrepe dvoživke (znanstveno ime Anura; imenovane tudi brezrepi krkoni, kratko brezrepci ali žabe v širšem pomenu besede) so največja in najbolj znana skupina dvoživk. Anura izvira iz grščine in pomeni »brez repa« (an-, brez + oura, rep).
Pri mnogih vrstah so zadnje noge prilagojene za skakanje; so daljše in bolj mišičaste kot sprednje noge.

## Zgradba telesa
Brezrepe dvoživke imajo tako kot ostale dvoživke razmeroma preprosto zgradbo, ki je prilagojena življenju v vodi in na kopnem. Imajo kratko telo s široko glavo. Pri večini vrst so sprednje noge manjše od zadnjih. Oči so velike in izbuljene in opazen bobnič. V ustih je lepljiv jezik. Samci so običajno manjši od samic.
Koža je zelo raznolika. Pri krastačah je lahko debela, pri žabah pa zelo tanka, da se skoznjo vidijo notranji organi. 

## Življenjski prostor
Večina brezrepcev živi v vlažnih bivališčih, blizu mlak in vodotokov, v katerih se razmnožujejo, nekaj vrst pa živi na sušnih območjih. Največ vrst živi v tropih, posebno v deževnem gozdu. 

## Rast in razvoj
Ličinke brezrepcev, znane kot paglavci, se hranijo z algami in drugimi rastlinami ter imajo značilno kroglasto telo z dolgim zavitim črevesjem za prebavo rastlinske hrane. Odrasle živali so brez repa, ki se pri ličinki (drugače kot pri drugih dvoživkah) med preobrazbo razgradi.

## Taksonomija
Za podrobne podatke o tej temi glej Seznam družin žab.
Red Anura vsebuje 5250 vrst v 33 družinah, med katerimi so po številu vrst najbogatejše Leptodactylidae (1100 vrst), Hylidae (800 vrst) in Ranidae (750 vrst). Brezrepci pomenijo okrog 88 % vrst dvoživk.
Brezrepe dvoživke v splošnem delimo v tri podredove: Archaeobatrachia, kamor spadajo štiri družine primitivnih brezrepcev; Mesobatrachia, ki vključuje pet družin brezrepcev na vmesni evolucijski stopnji; in Neobatrachia, daleč največja skupina, kamor spada preostalih 24 družin »sodobnih« brezrepcev, tudi večina najpogostejših vrst. Neobatrachia se dalje delijo v Hyloidea in Ranoidea. Ta klasifikacija temelji na morfoloških značilnostih, kot npr. število vretenc, struktura medeničnega obroča in morfologija paglavcev. Čeprav je taka klasifikacija splošno uveljavljena, pa so razmerja med družinami še vedno nejasna. Pri nadaljnjem raziskovanju evolucijske povezanosti med družinami si veliko obetajo od molekularne genetike.
Nekatere vrste brezrepcev se lahko križajo. Tako je zelena žaba (Rana esculenta)  hibrid pisane žabe (R. lessonae) in debeloglavke (R. ridibunda). Podobno se lahko križata nižinski (Bombina bombina) in hribski urh (Bombina variegata), vendar so njuni potomci manj plodni, zato se oblikuje hibridna cona.